# Julius von Soden

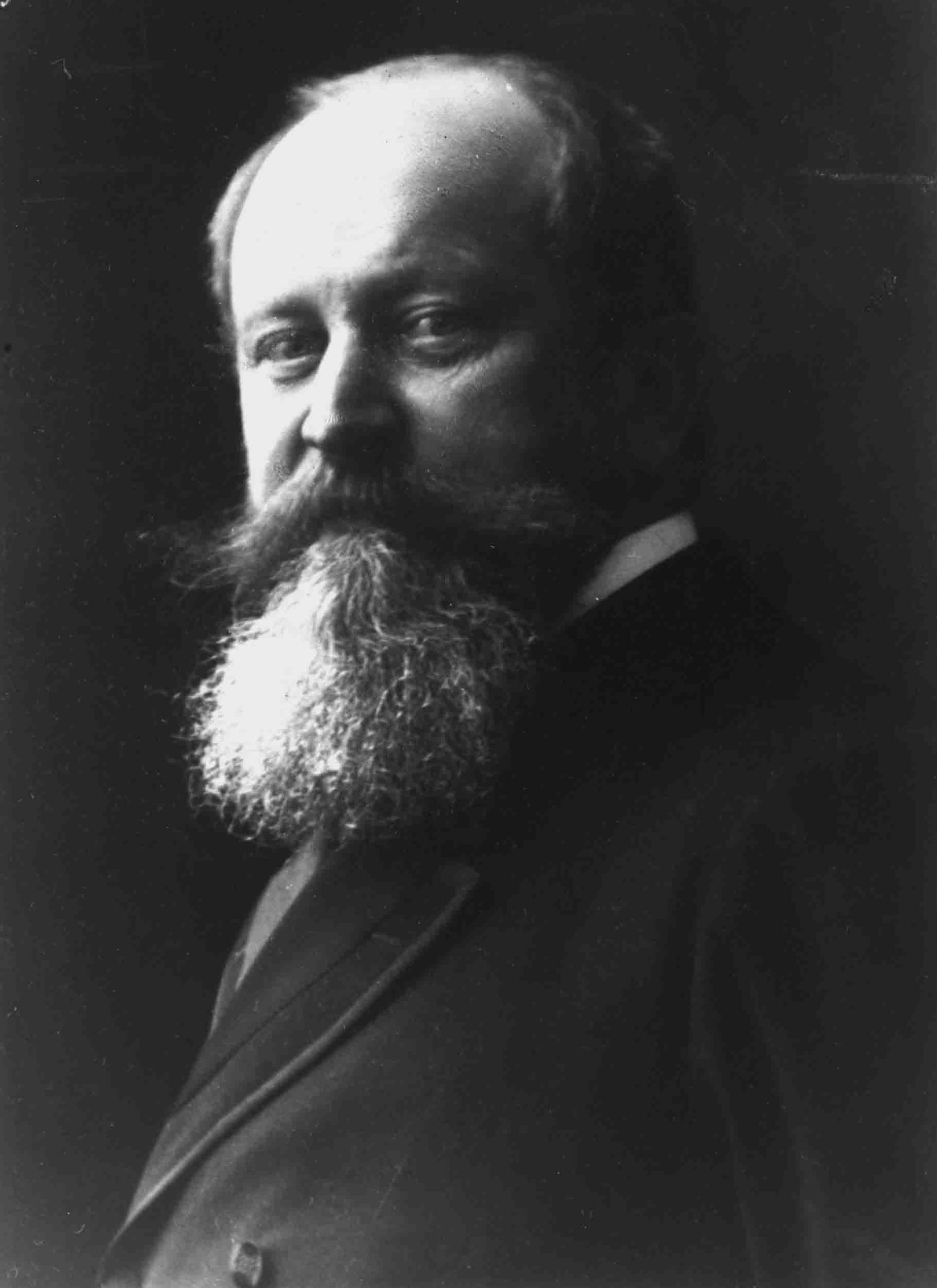
Julius Freiherr von Soden, 1890

Julius Freiherr von Soden (Ludwigsburg, 5 de Fevereiro de 1846 — Tübingen, 2 de Fevereiro de 1921) foi um servidor público e político alemão, chefe-de-gabinete e ministro das relações exteriores do Reino de Württemberg e governador das colônias de Togolândia, Camarões e África Oriental Alemã.